# Peter Clemens (Mediziner)
Peter Christian Clemens (* 2. Juli 1948 in Hamburg) ist ein deutscher Arzt.

## Leben
Clemens legte im Jahr 1974 das Medizinische Staatsexamen ab. 1979 promovierte er zum Doktor der Medizin und erlangte die Qualifikation zum Facharzt für Pädiatrie. 1988 habilitierte er sich über angeborene Stoffwechselstörungen. Die Qualifikation für den Schwerpunkt Kindergastroenterologie erlangte er 1992, für den Schwerpunkt Neuropädiatrie im Jahr 2007. 2010 folgte die Qualifikation für die fachgebundene Genetische Beratung.
Im Jahr 1979 übernahm Clemens in Hamburg die universitäre Ambulanz für ca. 250 Patienten mit angeborenen Stoffwechselstörungen, Kinder und Erwachsene. Die von ihm geleitete Kinderklinik Schwerin wurde in Clemens’ Leitungszeit (1990–2013) zur größten in Mecklenburg-Vorpommern. Ab 1991 leitete er außerdem die neu gegründete „Sozialpädiatrische Zentrum Mecklenburg gGmbH“ in Schwerin.
Seit 2015 beschäftigte sich Clemens systematisch mit dem Vorgehen bei Bauchbeschwerden. Er entwickelte einen Algorithmus zur Klärung der Ursachen. In seiner Praxis erhielten damit rund 90 % seiner Patienten eine Diagnose als Kohlenhydrat-Unverträglichkeit, nur 8 % blieben ungeklärt übrig und wurden als Funktionelle Bauchbeschwerden oder Reizdarmsyndrom klassifiziert. Seine Daten sprechen dagegen, dass „Funktionelle Bauchbeschwerden“ bzw. „Reizdarmsyndrom“ diagnostische Entitäten sind. Wenn seine Ergebnisse sich als allgemeingültig erweisen, würden von den heute ca. 10 Millionen unter „Funktionellen Bauchbeschwerden“ bzw. „Reizdarmsyndrom“ leidenden Bundesbürgern ca. 9 Millionen nicht mehr unter ihren Beschwerden leiden müssen.
Clemens gründete 2018 die Sozialmedizinische Erwachsenen-Zentrum Mecklenburg gGmbH in Schwerin, ein medizinisches Zentrum für Erwachsene mit Behinderung (MZEB). Im darauffolgenden Jahr wurde nach achtjährigem Engagement im Gründungskomitee das Universitäre Campus der Medical School Hamburg am Klinikum Schwerin etabliert. Auch noch 2025 betreut er in einer Spezialsprechstunde in Schwerin Kinder und Erwachsene mit angeborenen Stoffwechselstörungen oder mit ungeklärten Bauchbeschwerden.

## Auszeichnungen
- 1989 Hufeland-Preis für die beste wissenschaftliche Arbeit in der Präventiv-Medizin: Neugeborenen-Screening für angeborene Stoffwechselstörungen.[1]
- 2004 außerplanmäßige Professur[1]

## Publikationen
- Peter Clemens: Doppelseitige Harnweganomalien im Säuglingsalter : Ergebnisse der operativen Behandlung im ersten Lebensjahr. Dissertation. 1976 (d-nb.info).
- P. Clemens, C. Voltmer, C. Plettner: Effect of antimicrobial agents on Guthrie test and its reversal by autoclaving. In: Lancet. 1985, S. 778–779.
- P. C. Clemens: Coeliac disease in adults with atypical symptoms. In: Lancet. Band 347, 1996, S. 1050.
- P. C. Clemens, K. Wernicke, J. Stephan: „Metabolischer“ Diagnose-Algorithmus bei Bauchbeschwerden: über 90 % der Patienten beschwerdefrei. Ein Denkanstoß. In: tägliche praxis. Band 68, 2024, Heft 68 / Heft 03, S. 431–455.